# Ponera chiponensis
Ponera chiponensis is een mierensoort uit de onderfamilie van de Ponerinae. De wetenschappelijke naam van de soort is voor het eerst geldig gepubliceerd in 1986 door Terayama.